# Hradec nad Moravicí (nádraží)
Hradec nad Moravicí (původně německy Grätz) je dopravna D3 (někdejší železniční stanice) v severní části města Hradec nad Moravicí v okrese Opava v Moravskoslezském kraji poblíž řeky Moravice. Leží na neelektrizované jednokolejné trati Opava východ – Hradec nad Moravicí.

## Historie
Dne 25. června 1905 otevřela společnost Místní dráha Opava-Hradec u Opavy trať vedoucí z Opavy, kam byla železnice zavedena od roku 1855. Nově postavené nádraží v Hradci zde vzniklo jako koncová stanice, dle typizovaného stavebního vzoru.
Provoz na trati zajišťovaly od zahájení Císařsko-královské státní dráhy (kkStB), místní dráha byla zestátněna roku 1907, po roce 1918 stanici převzaly Československé státní dráhy (ČSD) 

## Popis
Nachází se zde jedno úrovňové nástupiště, k příchodu k vlakům slouží přechody přes kolej.